# Паул Вилхелм фон Вюртемберг
Фридрих Паул Вилхелм фон Вюртемберг] (на немски: Friedrich Paul Wilhelm, Herzog von Württemberg; * 25 юни 1797, Карлсруе, Силезия; † 25 ноември 1860, Мергентхайм) е титулар-херцог на Вюртемберг, изследовател в Северна Америка, Австралия, Северна Африка, откривател на изворите на река Мисури през 1829 г.

## Биография
Той е най-малкият син на херцог Евгений фон Вюртемберг (1758 – 1822) и съпругата му принцеса Луиза фон Щолберг-Гедерн (1764 – 1834), вдовица на херцог Карл фон Саксония-Майнинген († 1782), дъщеря на княз Кристиан Карл фон Щолберг-Гедерн (1725 – 1764) и графиня Елеанора Ройс-Лобенщайн (1736 – 1782). Племенник е на Мария Фьодоровна (1759 – 1828), омъжена за руския император Павел I, и на Елизабет Вилхелмина Луиза (1767 – 1790), омъжена за император Франц II (1768 – 1835).
Паул Вилхелм фон Вюртемберг прави изследвания от 1822 до 1824 г. в Куба и Северна Америка и води дневник. През 1829 г. открива изворите на река Мисури. Той е член на академиите на науките във Виена, Санкт Петербург и Лондон, и е считан за значим изследовател на натурата през 19 век. Той също е масон.
От 1822 г. е член на „Камерата на племенните господари Вюртемберг“. До 1847 г. той участва в заседанията, след това е заместван.
Умира на 63 години на 25 ноември 1860 г. в Мергентхайм.

## Фамилия
Паул Вилхелм фон Вюртемберг се жени на 17 април 1827 г. в Регенсбург за принцеса Мария София Доротея фон Турн и Таксис (* 4 март 1800, Регенсбург; † 20 декември 1870, Регенсбург), дъщеря на княз Карл Александер фон Турн и Таксис (1770 – 1827) и херцогиня Тереза Матилда фон Мекленбург-Щрелиц (1773 – 1839). Той получава дворец Мергентхайм за резиденция. София го напуска още 1828 г. преди раждането на синът им. Те се развеждат на 2 май 1835 г. Те имат един син:
- Вилхелм Фердинанд Максимилиан Карл фон Вюртемберг (* 3 септември 1828, дворец Таксис; † 28 юли 1888, Регенсбург), херцог на Вюртемберг, женен на 16 февруари 1876 г. в Бюкебург за принцеса Хермина фон Шаумбург-Липе (* 5 октомври 1845, Бюкебург; † 23 декември 1930, Регенсбург), внучка на княз Георг Вилхелм фон Шаумбург-Липе (1784 – 1860), дъщеря на княз Адолф I Георг фон Шаумбург-Липе (1817 – 1893)[4]

## Произведения
- Friedrich Paul Wilhelm Herzog von Württemberg: Reise in Nordamerika während den Jahren 1822, 1823 und 1824. Erster Theil. Mergentheim [Druckerei Johann Georg Thomm] 1828.
- Paul Wilhelm Herzog von Württemberg: Erste Reise nach dem nördlichen Amerika in den Jahren 1822 bis 1824. Stuttgart und Tübingen 1835.